# Altilia
Altilia é uma comuna italiana da região da Calábria, província de Cosenza, com cerca de 768 habitantes. Estende-se por uma área de 10 km², tendo uma densidade populacional de 77 hab/km². Faz fronteira com Belsito, Carpanzano, Grimaldi, Malito, Martirano (CZ), Motta Santa Lucia (CZ), Pedivigliano, Scigliano.

## Demografia
| Variação demográfica do município entre 1861 e 2011                               |
|                                                                                   |
| Fonte: Istituto Nazionale di Statistica (ISTAT) - Elaboração gráfica da Wikipedia |